# GLIS2
GLIS2‏ (None) هوَ بروتين يُشَفر بواسطة جين GLIS2 في الإنسان.